# 孙贵璋
孙贵璋（1935年7月—2022年2月5日），男，辽宁辽中人，中华人民共和国政治人物，曾任上海市人大常委会副主任，第九届全国人大代表。2022年2月5日因病在華東醫院去世。